# 國語傳習所
國語傳習所，是台灣日治初期的初等教育學制與場所。此學制或場所的制定或設立，確定日本統治者對台灣在「放任驅逐」與「同化」兩教育政策中，選擇了後者。國語傳習所也成為台灣首個西式教育的學校，更成為後來公學校的前身。因當時台灣已屬日本領土，國語傳習所一詞中的「國語」即為日本語。

## 歷史
1895年（明治28年）日本接收台灣後，積極就台灣教育制度研擬未來發展方向。在設立芝山巖學務部學堂受阻與六氏先生事件後，台灣總督府並沒有放棄普及日語的施政重點。根據台灣總督府第一任學務部長伊澤修二發表的《台灣教育意見書》表示，日本統治台灣之後，最重要工作正是普及日語，因此，所有對台灣總督府的教育制度研擬，也繼續以此為目標。
1896年（明治29年）3月31日，臺灣總督府公布的「臺灣總督府直轄諸學校官制」（敕令第94號），為國語學校、國語傳習所、國語學校附屬學校等「直轄諸學校」的各級公務人員建立法律基礎。
5月21日，臺灣總督府公布直轄國語傳習所名稱、位置（府令第4號），共有臺北、淡水、基隆、新竹、宜蘭、臺中（位置彰化）、鹿港、苗栗、雲林、臺南、嘉義、鳳山、恒春、澎湖島（位置媽宮城）等14所。其中臺中國語傳習所設於彰化，係考量當時臺中縣縣治所在地臺灣（今臺中）人口較少。然而臺中縣知事牧朴真認為自從設治之後，當地人口已日益增多，未來將會成為繁華都會；且直轄支廳未設國語傳習所，而鹿港支廳卻設有兩處，有違輿論民意，故於6月8日陳請更改位置。結果在6月16日以府令第11號將位置由彰化變更為臺灣（臺中）。另外，關於雲林國語傳習所的位置，支廳長考量內山地區受戰火波及而無合適的家屋可充校舍，故拍發電報請求暫行設置於近海之北港。8月19日，獲准移轉至北港。:72
6月22日，發布「國語傳習所規則」（府令第15號），確定國語傳習所的主旨、科別（區分甲、乙科），以及各科別的學生年齡限制、學習科目、學習期間。
6月25日，規定國語傳習所的員額。各傳習所基本配置教諭二名、書記一名，臺北、臺中、臺南則多配置教諭一名、書記一名。7月1日於芝山巖之講習結束後，相關人員即出發至預定任所，除選定校舍外，亦透過警察官及地方有力人士的協助招募學生。民政局長水野遵於8月5日對地方首長發布通告，明訂國語傳習所當於9月1日開始授課，要求各廳積極廣泛進行招募。因此，快者7月，最遲者11月，陸續舉行開所儀式。:77-79
1897年（明治30年）4月7日，以府令第11號發布增設埔里社、臺東2所國語傳習所，全臺國語傳習所總數增為16所。:83
國語傳習所設立之初，台人參加者並不踴躍。不過總督府以免學費為號召，加上台灣人民日常生活的日語需求越來越多，所以參與的台籍學童也越來越多。
由於各地競相爭取設立分教場，總督府經費有限而難以支應，遂規劃設立由地方經費支應之公學校。1898年（明治31年）7月28日，台灣總督府發布「臺灣公學校令」（敕令第178號）及「臺灣公學校官制」（敕令第179號），自10月1日實施。但臺東、恆春兩地因缺乏經費，暫時延續國語傳習所。:98
8月16日，臺灣總督府公告更新國語傳習所名稱、位置（告示第54號），除臺東、恆春、澎湖島三處外，其餘的國語傳習所皆限期廢止，其設備須轉讓給設於同一地區的公學校。:87
1900年（明治33年）9月26日，以告示第80號限期廢止恆春國語傳習所，並設立豬朥束國語傳習所，由原本的分教場獨立而成。9月30日，以告示第84號廢止澎湖島國語傳習所。此後，國語傳習所成為蕃人教育機構。:87-88
1905年（明治38年）2月3日，以敕令第26號廢止國語傳習所官制，並限期於3月底全面廢止國語傳習所，令其走入歷史。:88

## 課程
國語傳習所分成甲乙兩科，其差異如下:11：
| 科別 | 招生年齡                             | 學習期限 | 科目 |
| ---- | ------------------------------------ | -------- | --- |
| 甲   | 15歲以上，30歲以下（已略有普通知識） | 半年     | 日語、初步的讀書作文                                                                                       |
| 乙   | 8歲以上，15歲以下                    | 四年     | 日語、讀書、作文、習字、算數。另選設漢文、地理、歷史、唱歌、體操等科中的一科或數科。女性可再加設裁縫一科。 |

## 傳習所與分教場列表

### 1898年7月公學校令公布前
1898年（明治31年）7月28日「臺灣公學校令」發布前，全臺共有16間國語傳習所，分別為：:91-92
臺北縣：
- 臺北國語傳習所（今台北太平國小）[註 1]
  - 桃仔園分教場（今桃園桃園國小）
  - 大稻埕分教場
  - 大嵙崁分教場（今桃園大溪國小）
  - 新分教場（今新北新莊國小）
  - 樹林分教場（今新北樹林國小）
  - 新店分教場（今新北新店國小）
  - 錫口分教場（又作錫口街分教場[2]:91，今台北松山國小）
- 淡水國語傳習所（今新北淡水國小）
  - 新山腳分教場（今新北泰山國小）
  - 和尚洲分教場（今新北蘆洲國小）
- 基隆國語傳習所（今基隆信義國小）
  - 景尾分教場（今台北景美國小，1898年5月改隸台北國語傳習所）
  - 金包里分教場（今新北金山國小）
  - 頂雙溪分教場（今新北雙溪國小）
  - 水返腳分教場（今新北汐止國小）
- 新竹國語傳習所（今新竹新竹國小）
  - 新埔分教場（今新竹新埔國小）
  - 中港分教場（今苗栗竹南國小）
  - 北埔分教場（今新竹北埔國小）

宜蘭廳：
- 宜蘭國語傳習所（今宜蘭中山國小）
  - 羅東分教場（今宜蘭羅東國小）
  - 頭圍分教場（今宜蘭頭城國小）

臺中縣：
- 臺中國語傳習所（今台中忠孝國小）
  - 梧棲分教場（今台中梧棲國小）
  - 牛罵頭分教場（今台中清水國小）
  - 葫蘆墩分教場（今台中豐原國小）
  - 東勢角分教場（又作東勢分教場[2]:92、東勢角街分教場[5]，今台中東勢國小）
  - 南投分教場（今南投南投國小）
- 鹿港國語傳習所→彰化國語傳習所（今彰化中山國小）[註 2]
  - 鹿港分教場（今彰化鹿港國小）
  - 北斗分教場（今彰化北斗國小）
- 苗栗國語傳習所（今苗栗建功國小）
  - 大甲分教場（今台中大甲國小）
  - 後壠分教場（又作後壠街分教場[2]:92，今苗栗後龍國小）
  - 苑里分教場（今苗栗苑裡國小）
- 雲林國語傳習所（今雲林斗六鎮西國小）[註 3]
  - 北港分教場（今雲林北港南陽國小）
- 埔里社國語傳習所（今南投埔里國小）
  - 魚池分教場（今南投魚池國小）
  - 集集分教場（今南投集集國小）

臺南縣：
- 臺南國語傳習所（今臺南大學附小）
  - 噍吧哖分教場（今臺南玉井國小）
  - 灣裡分教場（今臺南善化國小）
  - 大穆降分教場（又作大穆降里分教場[2]:92，今臺南新化國小）
- 嘉義國語傳習所（今嘉義崇文國小）
  - 鹽水港分教場（今臺南鹽水國小）
  - 蔴荳分教場（今臺南麻豆國小）
  - 蕭壠分教場（今臺南佳里國小）
  - 新南港分教場（今嘉義新港國小）
  - 朴仔腳分教場（今嘉義朴子國小）
  - 店仔口分教場（今臺南白河國小）
- 鳳山國語傳習所（今高雄鳳山國小）
  - 內埔分教場（今屏東內埔國小）
- 恆春國語傳習所（今屏東恆春國小）
  - 豬朥束分教場（今屏東滿州國小，台灣原住民的第一所西式教育場所）[6]

臺東廳：
- 臺東國語傳習所（今台東大學附小）
  - 馬蘭社分教場（今台東新生國小）
  - 卑南社分教場（今台東南王國小）
  - 奇萊分教場（今花蓮明禮國小）

澎湖廳：
- 澎湖島國語傳習所（今澎湖馬公國小）
  - 白沙島分教場
  - 大赤崁分教場（今澎湖白沙赤崁國小）
  - 小池角分教場（今澎湖西嶼池東國小）
  - 隘門分教場（今澎湖湖西隘門國小）

### 1898年8月至1900年9月
臺南縣：
- 恆春國語傳習所（今屏東恆春國小）
  - 豬朥束分教場（今屏東滿州國小）

臺東廳：
- 臺東國語傳習所（今台東大學附小）
  - 馬蘭社分教場（今台東新生國小）
  - 卑南社分教場（今台東南王國小）
  - 奇萊分教場（今花蓮明禮國小）
  - 太巴塱分教場（今花蓮光復太巴塱國小）
  - 璞石閣分教場（今花蓮玉里樂合國小）

澎湖廳：
- 澎湖島國語傳習所（今澎湖馬公國小）
  - 白沙島分教場
  - 大赤崁分教場（今澎湖白沙赤崁國小）
  - 小池角分教場（今澎湖西嶼池東國小）
  - 隘門分教場（今澎湖湖西隘門國小）

### 1900年10月至1905年3月
臺南縣恆春辦務署→恆春廳：
- 豬朥束國語傳習所（今屏東滿州國小）
  - 內獅頭分教場（今屏東內獅國小）

臺東廳：
- 臺東國語傳習所（今台東大學附小）
  - 馬蘭社分教場（今台東新生國小）
  - 卑南社分教場（今台東南王國小）
  - 奇萊分教場（今花蓮明禮國小）
  - 太巴塱分教場（今花蓮光復太巴塱國小）
  - 璞石閣分教場（今花蓮玉里樂合國小）
  - 薄薄分教場（今花蓮吉安宜昌國小）
  - 太魯閣分教場
  - 知本分教場（今台東知本國小）
  - 太麻里分教場（今台東太麻里大王國小）
  - 公埔分教場（今花蓮富里國小）
  - 成廣澳分教場（今台東成功忠孝國小）